# Johann Lorenz Bach
Johann Lorenz Bach, né le 10 septembre 1695 à Schweinfurt et mort le 14 décembre 1773 à Lahm (Saxe-Cobourg-Saalfeld), est un compositeur allemand de la lignée franconienne de la famille Bach ; son grand-père, Georg Christoph, était le frère de Johann Ambrosius, lui-même le père de Jean-Sébastien.

## Biographie
Johann Lorenz  est le fils aîné de Johann Valentin Bach (1669–1720) et de son épouse Anna Christiana, née Gottbehüt ; son frère cadet Johann Elias Bach (1705–1755) devient cantor à Schweinfurt.

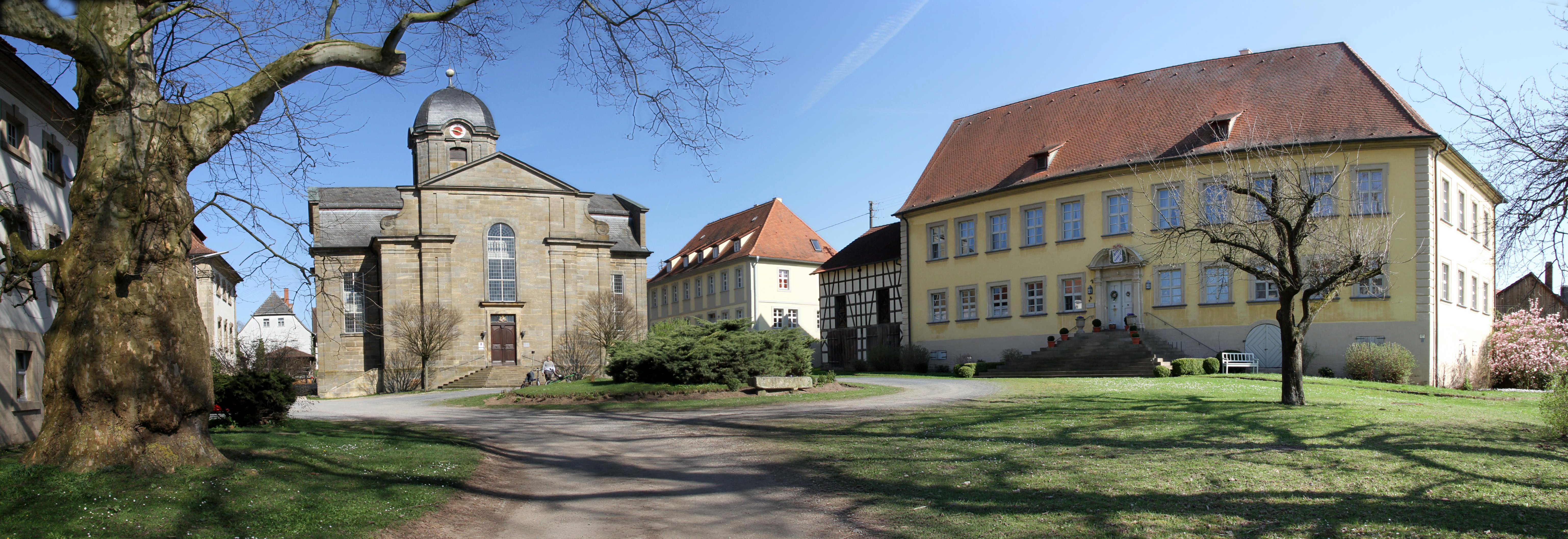
Château et chapelle de Lahm.

Il reçoit son éducation musicale de son père ainsi que, de 1713 à 1717 de Jean-Sébastien Bach à Weimar. De 1718 à sa mort il est cantor, organiste et professeur au château de Lahm (dans l'actuelle commune d'Itzgrund), résidence de la noble famille Lichtenstein près de Cobourg en Franconie.
Johann Lorenz Bach s'est mari en 1719 avec Catharina Froembes. Le couple avait cinq filles.

## Œuvres
En dehors d'un prélude avec fugue en ré majeur, ses compositions ont toutes disparu.